# ملط

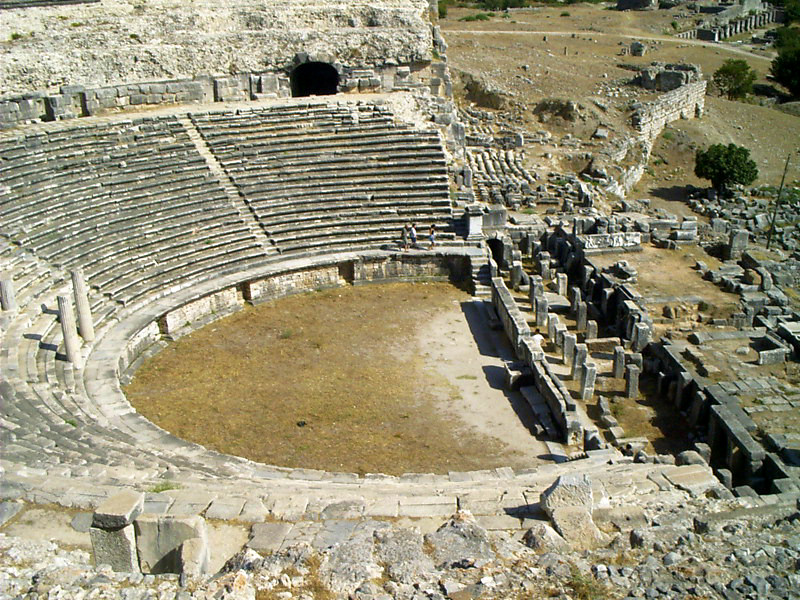
تئاتر شهر میلت.

مَلَط، یا میلِت، یا میلِتوس شهر مشهور ایونیای باستان، در غرب آناتولی بر ساحل دریای اژه است. ویرانه‌های آن در استان آیدین ترکیهٔ امروزی باقی است. به این شهر در یونانی Miletos و در لاتین Miletus می‌گفتند.

## تاریخچه
نخستین نشانه‌های سکونت در این محل به دلیل بالا آمدن سطح آب و ته‌نشینی رسوبات غیرقابل دسترس گشته‌است. نخستین شواهد موجود مربوط به عصر نوسنگی می‌باشد.
در دوره‌های نخست و عصر برنز، سکونت، تحت نفوذ مینوسی‌ها درآمد. در افسانه‌ها آمده که هجوم اهل اقریطس (کرت) باعث جابجایی بومیان Lelegesای آنجا شد. این محل پس از آن میلت نامیده شد.
در سال‌های نخست عصر برنز، در سدهٔ ۱۳ پیش از میلاد، شاهد ورود لووی زبانان از جنوب مرکزی آناتولی که خود را کاریان می‌دانستند بود. پس‌تر، در آن قرن، نخستین یونانیان رسیدند و خود را آخایوس خواندند. در آن زمان آن شهر برضد امپراتوری هیتی‌ها شورش کرد. پس از سقوط آن امپراتوری شهر در قرن ۱۲ پ.م. خراب شد و در آغاز ۱۰۰۰ پ.م. به‌طور گسترده توسط یونانیان ایونی بازنشینی شد. برپایهٔ یک افسانه، بنیاد ایونیان در آنجا با حمایت شخصی به نام نلئوس از پیلوپونیس (Peloponnesus) بوده‌است.
دورهٔ میانهٔ یونانیان زمان سکونت ایونیان و اتحاد و پیوستگی آن‌ها تحت اتحادی به نام پیمان ایونی بود. دورهٔ کهن یونان با جرقهٔ ناگهانی و تابان هنر و فلسفه در سواحل آناتولی آغاز شد. نخستین دانش یونان توسط مکتب ملیسی فلسفه (Milesian School of philosophy) بنیان گذارده شد.
در سال ۷۵۰ ق.م. این شهر آبادترین شهر یونیه و بعدها بزرگترین شهر تجارتی دنیا بوده‌است و به واسطهٔ آبادی و زیبایی، مردم آن به ثروت و رفاه فوق‌العاده‌ای دست یافتند.

## بزرگان و دانش
تالس دانشمند نامدار سدهٔ ششم میلادی در سال ۵۸۷ پ.م. به آن شهر رفت و در آنجا به آموزش مشغول شد. در سال ۵۰۴ پ.م. به دست ایرانیان افتاد تا سرانجام در دورهٔ حکومت سلجوقی و بعد تیموری به‌کلی ویران شد و اکنون خرابه‌های آن برجاست. در عصر هخامنشی دانشکده‌های عالی و مهم در شهرهای بورسیپه، میلت، ارخویی، ری، و بلخ جهت آموزش علم طب تأسیس گردید.